# Nazionale maschile di pallanuoto della Corea del Sud
La nazionale di pallanuoto maschile della Corea del Sud è la rappresentativa nazionale della Corea del Sud nelle competizioni internazionali maschili di pallanuoto.

## Risultati

### Olimpiadi
- 1988 - 12°

## Formazioni

### Olimpiadi
Giochi olimpici - Seul 19881 Lee J.S., 2 Chang, 3 Kim S.E., 4 Yoo, 5 Kim K.C., 6 Kim J.Y., 7 Choi, 8 Kim K.H., 9 Kim J.T., 10 Song, 11 Hong, 12 Lee T.W., 13 Park, CT: Kim Jong-ku